# 3717 Thorenia
3717 Thorenia este un asteroid din centura principală, descoperit pe 15 februarie 1964 de Goethe Link Obs..